# Fear Factory
Fear Factory [fɪəɹ ˈfæktəɹi] est un groupe de metal industriel américain, originaire de Los Angeles, en Californie. Formé en 1990, Fear Factory trouve son influence dans la scène heavy metal au milieu et à la fin des années 1990. En mars 2002, le groupe se sépare à la suite d'un conflit entre ses membres, mais se reforme plus tard sans Dino Cazares, membre fondateur et guitariste du groupe. C'est l'ancien bassiste Christian Olde Wolbers qui prend sa place, remplacé lui-même à son précédent poste par Byron Stroud. En septembre 2020, le chanteur Burton C. Bell annonce officiellement son départ du groupe à la suite de litiges judiciaires avec les autres membres de la formation.
À la croisée des chemins entre le death metal (au début de leur carrière, le style vocal de Burton C. Bell ayant évolué à partir de l'album Demanufacture) et le metal industriel, Fear Factory est un groupe précurseur dans plusieurs domaines : la démo Concrete enregistrée en 1991 avec Ross Robinson qui deviendra ensuite un célèbre producteur de metal, l'utilisation de guitares à sept cordes accordées très bas et l'intégration de samples dans des morceaux de metal.

## Biographie

### Débuts (1989–1993)
Fear Factory est formé à Los Angeles aux États-Unis en 1990 par Burton C. Bell (chant), Raymond Herrera (batterie) et Dino Cazares (guitare). Il enregistre deux morceaux pour la compilation L.A. Death Metal avant de sortir son premier album Soul of a New Machine en 1992. Le bassiste Andrew Shives rejoint le groupe pour permettre à Dino Cazares de jouer de la guitare en concert. Le groupe se fait rapidement remarquer pour son mélange de thrash metal, de death metal et de musique industrielle, et c'est dans cette veine que Fear Factory signe l'année suivante le maxi Fear is the Mindkiller sur lequel des titres sont remixés par Rhys Fulber et Bill Leeb du groupe électro-industriel Front Line Assembly. Pendant l'enregistrement, la formation est rejointe par le clavier Reynor Diego qui, avec Rhys Fulber, est présent sur les tournées.

### Demanufacture(1995–1997)
Andrew Shives quitte le groupe et est remplacé en 1994 par Christian Olde Wolbers. Ils entrent en studio à la fin de cette année pour enregistrer leur deuxième album, Demanufacture. Produit par Colin Richardson, l'album sort en juin 1995 et apporte la consécration au groupe. L'album introduira le style novateur qui définit Fear Factory, laissant de côté les rythmiques plus death metal, pour adopter une musique plus carrée et ayant recours à l'utilisation importante de samples et de claviers. Fear Factory enchaînera les tournées, d'abord en première partie de groupes de grande envergure comme Megadeth, Ozzy Osbourne ou Iron Maiden, puis joueront leurs premières dates en tête d'affiche. En 1997 sort Remanufacture - Cloning Technology, constitué de remixes des titres de Demanufacture.

### ObsoleteetDigimortal(1998–2001)
Les membres du groupe s'investissent dans des projets parallèles et attendent 1998 pour enregistrer leur troisième album, Obsolete, un album-concept se déroulant dans un futur proche, dans lequel un androïde veut détruire le système totalitaire imposé par les machines. L'album sera de nouveau un succès, et sera certifié disque d'or. Cet album est le premier sur lequel le guitariste Dino Cazares utilises des guitares Ibanez à sept cordes accordées en la. Pendant leur tournée européenne en décembre 1998, le groupe jouera Descent sur le plateau de Nulle part ailleurs, émission emblématique de Canal+. Ils feront également leur première tournée nord-américaine en tête d'affiche, avec Dope et Static-X. En 1999, la reprise de la chanson Cars de Gary Numan, qui participe aux chants en tant que guest, devient un hit. En 2001, le groupe participe au Sno-Core Rock Tour, et paraît Digimortal en avril. Si l'album, ainsi que le single tiré de la chanson Linchpin, sera un succès, il sera toutefois critiqué par certains, en grande partie à cause du virage vers un style plus mélodieux et commercial. De plus, les tensions internes se feront de plus en plus fortes entre les membres.

### Séparation (2002–2008)
En mars 2002, Burton C. Bell annonce son départ du groupe, l'expliquant par des conflits entre les membres,. Peu après, le groupe annonce sa séparation.  Cependant, Roadrunner Records sort deux albums : Concrete, réédition d'une démo de 1991, puis la compilation Hatefiles. Fear Factory se reforme en 2003 avec Burton C. Bell mais sans Dino Cazares, parti jouer dans Asesino et qui formera plus tard Divine Heresy. Au printemps 2004, le groupe sort l'album Archetype. L'album abandonne le concept de l'homme et la machine, et aborde des thèmes comme la guerre, la religion ou l'esclavage commercial. C'est désormais Christian Olde Wolbers le guitariste du groupe, la basse étant assurée par Byron Stroud (Strapping Young Lad, Zimmer's Hole).
En août 2005 paraît Transgression, considéré comme leur album le moins réussi. L'album, produit par Toby Wright, adopte des sonorités tendant vers le pop rock ou le metalcore, ce qui découragera de nombreux fans de longue date. Après la tournée de l'album, les membres du groupe se consacrent à d'autres projets. Ray et Christian forment Arkaea avec le chanteur de Threat Signal, dont l'album sort en 2009, et Burton C. Bell joue dans le groupe d'indus Ascension of the Watchers avec le claviériste John Bechdel, qui avait déjà joué avec Fear Factory.

### Retour etMechanize(2009–2011)
Le 7 avril 2009, Burton C. Bell et l'ex-guitariste Dino Cazares annoncent leur réconciliation et la formation d'un nouveau projet en compagnie de Byron Stroud à la basse et du batteur Gene Hoglan (Death, Strapping Young Lad, Dark Angel, Dethklok). Le 28 avril, ce projet se révèle être une nouvelle version du groupe Fear Factory, sans Herrera et Wolbers.
Lorsqu'il est interrogé sur leur exclusion, Bell explique que « [Fear Factory est] pour moi comme un business que je dois réorganiser... Nous n'allons pas en parler [de leur exclusion]. » En juin 2009, Wolbers et Herrera donnent leurs opinions sur le programme radio Speed Freaks. Herrera explique que lui et Wolbers restent dans le groupe : « [Christian et moi] somme toujours dans Fear Factory... [Burton et Dino] ont décidé de former un nouveau groupe, et de l'appeler également Fear Factory. Ils ne nous l'ont jamais dit. » Herrera ajoute que les quatre membres initiaux (Bell, Cazares, Wolbers, et lui-même) sont les seuls détenteurs du nom de Fear Factory. Cazares explique que Bell voulait reprendre le line-up classique avec Cazares, Herrera et Wolbers, mais que Herrera et Wolbers avaient refusé la proposition de Cazares. Bell explique également que Cazares avait voulu renvoyer la manager du groupe, Christy Priske, également la femme de Wolbers, et que Herrera et Wolbers avaient refusé. Herrera et Wolbers menacent alors de signer un nouveau contrat sans Bell, ce qui a incité ce dernier à former un nouveau Fear Factory sans eux. Cependant, Wolbers explique lors de certaines entrevues que Bell « exigeait l'impossible » : « Ray et moi tentions de faire fonctionner le business du groupe, mais lui [Burton] tentait de le couler. Il a alors tenté de salir la réputation et le nom du groupe. »
Fear Factory avec Bell et Cazares devait être lancé le 21 juin 2009 au Metalway Festival à Saragosse, en Espagne. Cependant, la soirée a été annulée « à la dernière minute », à la suite de problèmes de droit. Les autres tournées qui devaient se dérouler au Royaume-Uni, en Nouvelle-Zélande et en Australie en août 2009 ont également été annulées. Le groupe explique avoir annulé leurs tournées pour se donner plus de temps pour finir leur nouvel album. Malgré l'annulation des tournées en Europe, certaines ont été effectuées en décembre dans quelques pays d'Amérique du Sud dont l'Argentine, le Chili et le Brésil.
Malgré des conflits entre les deux partis, le nouveau Fear Factory entre en phase d'enregistrement. Fin juillet 2009, une vidéo prise à partir d'un téléphone portable montre Cazares enregistrant à la batterie en compagnie de Rhys Fulber. Le 6 novembre 2009, blabbermouth.net revèle la prochaine sortie de l'album Mechanize le 9 février 2010, sur Candlelight Records. Le 10 novembre 2009, Bell annonce chaque titre de Mechanize.
En février 2010, le groupe annonce l'arrivée de l'ancien Chimaira et Six Feet Under, Matt DeVries en remplacement de Byron Stroud, parti rejoindre 3 Inches of Blood. Mechanize sort ce même mois chez Candlelight Records aux États-Unis et AFM Records en Europe. Le groupe tourne en Amérique du Nord, en Europe et en Australie, avec entre autres Prong, Daath ou encore High on Fire, et assurera les premières parties de Metallica sur certains concerts.

### The Industrialist(2011–2013)
Lors du festival 70000 Tons of Metal, Bell annonce un nouvel album prévu pour 2012. Le 3 août 2011, Dino Cazares annonce sur Twitter qu'il travaille sur de nouvelles chansons pour leur prochain album. Le 25 janvier 2012, le groupe annonce que l'album sera intitulé The Industrialist. Il sera coproduit avec Rhys Fulber et mixé par Greg Reely. Byron Stroud quitte le groupe en 2012, expliquant que « la vie est trop courte pour rester avec des gens qui ne te respectent pas. » Dans une entrevue, Cazares explique ne pas comprendre le départ de Stroud et qu'il ne pouvait pas jouer de la basse sur Mechanize, demandant à Cazares de le faire.
En février 2012, l'ancien guitariste du groupe Chimaira, Matt DeVries, remplace Stroud. Le 19 avril 2012, Mike Heller de Malignancy et System Divide est annoncé comme le nouveau batteur, en remplacement de Gene Hoglan. À cette même période, Cazares confirme sur Facebook la participation de John Sankey de Devolved à la batterie sur The Industrialist. Burton décrit The Industrialist comme un autre album-concept « conceptuellement et lyriquement. » Le 4 juin 2012, The Industrialist est publié en streaming sur AOL Music. L'album est publié au label Candlelight Records le 5 juin 2012.

### Genexus(depuis 2013)
Le 1er mai 2013, Dino Cazares annonce un nouvel album de Fear Factory qu'ils commenceront après leur tournée en soutien à l'album The Industrialist. Il est annoncé pour début 2014. Le 13 mai 2013, Burton C. Bell explique que « Fear Factory continue en Amérique du Nord et en Europe en 2013. On a d'autres concerts de prévus, quelques festivals d'été l'année prochaine. Pendant ce temps, on commencera l'écriture et l'enregistrement de l'album vers printemps 2014. » Le 19 mars 2014, Bell annonce l'album pour août, suivi d'une tournée en septembre. Le 12 septembre 2014, le groupe annonce sa signature au label Nuclear Blast et son entrée en studio en octobre. Le groupe confirme aussi que le mixage sera effectué par Andy Sneap, et que la production sera faite par Rhys Fulber
Le 1er mai 2015, l'arrivée dans le groupe de Tony Campos, bassiste pour Static-X et Soulfly, est annoncée. Plus tard dans le mois, Fear Factory annonce un neuvième album studio intitulé Genexus, le 7 août 2015,. Ils tournent ensuite en Europe en 2015.
En conflit avec les autres membres du groupe, le chanteur Burton C. Bell annonce officiellement quitter Fear Factory en septembre 2020. Son départ intervient deux semaines après que le guitariste Dino Cazares a lancé une campagne de financement participatif pour couvrir les coûts de production du nouvel album.[réf. nécessaire]
Dans une interview récente, Dino Cazares déclare que le prochain album studio du groupe sortira en 2026 : “L’an prochain, c’est sûr à 100 %” Un premier extrait pourrait même voir le jour d’ici la fin de l’année, mais l’album, lui, est prévu pour 2026.".

## Concept
Durant toute une partie de la carrière de Fear Factory, les textes de Burton C. Bell ont développé le thème de l'opposition de l'homme et de la machine, s'inspirant de certains livres (1984, La Guerre des mondes) et films de science-fiction (et probablement de la série Terminator en particulier, mais aussi Blade Runner). Les albums Demanufacture, Obsolete et Digimortal sont tous des albums-concept qui abordent ce thème, chacun sous un nouvel angle. Les deux albums suivants, Archetype et Transgression, ont en partie abandonné ce sujet.
Les machines (plus précisément, les samples et les synthétiseurs) occupent une place importante dans la musique de Fear Factory. Le groupe les emploie sur de nombreux titres, créant un son et une atmosphère qui constitue en quelque sorte leur marque de fabrique.

## Membres

### Membres actuels
- Dino Cazares – guitare, chant (1989–2002, depuis 2009), basse (studio seulement)[36],[37]
- Pete Webber – batterie (depuis 2023)
- Tony Campos – basse (depuis 2015)[38]
- Milo Silvestro – Chant (depuis 2022)[39]

### Anciens membres
- Burton C. Bell – chant (1989-2020)
- Raymond Herrera – batterie, percussions (1989–2008)
- Gene Hoglan – batterie (2009–2012)
- Dave Gibney – basse, chant (pour l'intro de Big God/Raped Souls sur l'album Concrete) (1989–1991)
- Andy Romero – basse sur Concrete (1991–1992)
- Andrew Shives – basse (1992–1993)
- Christian Olde Wolbers – basse (1993–2002), guitare (2002–2008)
- Byron Stroud – basse (2003–2012)
- Matt DeVries – basse (2012-2015)
- Mike Heller – batterie (2012-2022)

## Discographie

### Albums studio
- 1992 : Soul of a New Machine
- 1995 : Demanufacture
- 1998 : Obsolete
- 2001 : Digimortal
- 2002 : Concrete (réédition d'une démo de 1991)
- 2004 : Archetype
- 2005 : Transgression
- 2010 : Mechanize
- 2012 : The Industrialist
- 2015 : Genexus
- 2021 : Aggression Continuum

### EP
- 1991 : Demo 91
- 2001 : Linchpin : Special Australian tour EP 2001

### Compilation
- 2003 : Hatefiles

### Best-of
- 2006 : Best of

### Albums remixes
- 1993 : Fear is the Mindkiller
- 1997 : Remanufacture
- 2022 : Recoded